# Arnaud Tsamere
Arnaud Tsédri,, dit Arnaud Tsamere est un humoriste, comédien, chroniqueur et animateur français né le 11 mars 1975 à Bordeaux (Gironde). Après un début de carrière au théâtre, le grand public le découvre lors de ses participations à l'émission On n'demande qu'à en rire sur France 2 entre 2010 et 2014. Il focalise maintenant ses activités sur les spectacles d'humour et l'improvisation théâtrale, développant un style d'écriture reconnaissable à son utilisation de l'humour absurde et des digressions.

## Biographie

### Jeunesse et formation
Les grands-parents paternels de Tsamere sont originaires de Guipavas et son père est breton.
Arnaud Tsamere a grandi à Versailles, à Rocquencourt et à Trappes, dans les Yvelines. Son père, Jean-Yves Tsédri, est un ancien général de division dans l'armée de l'air.
Après l'obtention du baccalauréat, il entre en faculté de droit. En 1994, il découvre le match d'improvisation théâtrale avec la compagnie Déclic Théâtre de Trappes. Son pseudonyme Arnaud Tsamere lui vient de son premier match en public, sur le thème « La vie de ma mère », pendant lequel il est resté muet, paralysé par le trac.
En 1998, il obtient une maîtrise de droit des affaires et exerce pendant plus de deux ans le métier de commercial à l'exportation de fournitures scolaires. Il démissionne en 2001 pour entamer une carrière professionnelle dans le spectacle.

### Les débuts etOn n'demande qu'à en rire
Il fait ses débuts dans la compagnie d'improvisation théâtrale de Trappes, Déclic Théâtre d'Alain Degois, en 2001. Il rencontre ensuite la Compagnie de la Pastière, avec laquelle il joue de 2003 à 2005 une adaptation de Cyrano de Bergerac au Château de Gizeux, dans laquelle il interprète le baron Christian de Neuvillette. Il intervient également sur Le Quintet d'Impro, et au sein du plateau d'humoristes du Mouvement indépendant et ouvert des comédiens humoristes éclectiques (MIOCHE), créé par Déclic Théâtre.

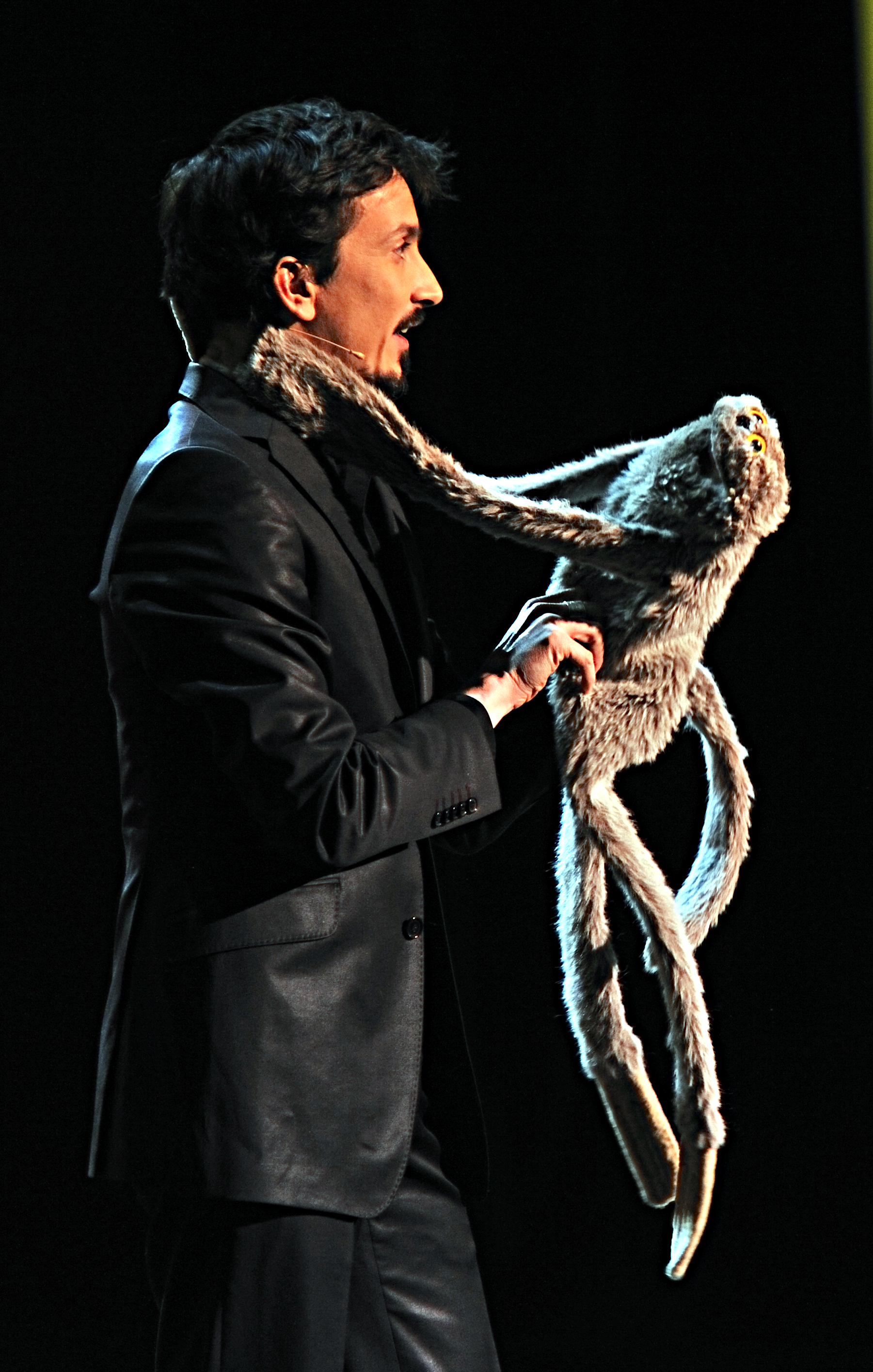
Arnaud Tsamere au festival du rire de Montreux en 2010.

Il est le présentateur météo dans Le Grand Journal sur Canal+ de 2005 à 2006. Il passe ensuite dans l'émission télévisée Made in Palmade de Pierre Palmade, et joue le rôle de Captain Sports-Extrême dans la série Hero Corp, ce qui le fait gagner en notoriété.
Il est révélé au grand public grâce à l'émission télévisée créée par Laurent Ruquier, On n'demande qu'à en rire sur France 2, qui offre une vitrine aux humoristes à la recherche d'un tremplin. Après une longue hésitation, il y réalise son premier passage le 15 novembre 2010 et entre parmi les humoristes vedettes de l'émission, avec 94 sketchs écrits et interprétés (dont 87 notés et 7 en tant que « pensionnaire historique » de la quatrième saison). Il enchaîne les passages et les succès avec des notes dépassant régulièrement les 90 points sur 100.
Entre 2011 et 2013, il est également chroniqueur dans On va s'gêner sur Europe 1, pour trente émissions au total.[réf. souhaitée]
En 2011 encore, Arnaud Tsamere fait partie du jury du Festival Ptit Clap, qui récompense des courts métrages réalisés par des jeunes entre 15 et 25 ans, et en devient le parrain en 2012.

### Acteur et humoriste
En juillet 2011 et 2012, Arnaud Tsamere se produit au Festival d'Avignon avec le spectacle Chose promise, un one-man-show où il incarne un professeur d’économie qui monte sur scène pour honorer une promesse faite à un ami décédé. De février à juin 2012, il joue ce même spectacle à l'Européen à Paris.
En mars 2012, il fait une apparition dans le court métrage du Palmashow Lost in Montreux et dans l’émission Le Golden Show (No 5). Il réalise également une cyber-publicité pour la compagnie immobilière Nexity avec Raphaël Mezrahi.
En juin 2012, on peut aussi le voir aux côtés d'Éric Métayer pour deux représentations d'un spectacle d'improvisation : Métamère en impro au théâtre l'Européen.
En janvier et février 2013, il participe à La Tournée du trio aux côtés des humoristes Jérémy Ferrari et Baptiste Lecaplain. Cette tournée a lieu dans les salles Zénith de France et se prolonge en février 2014.

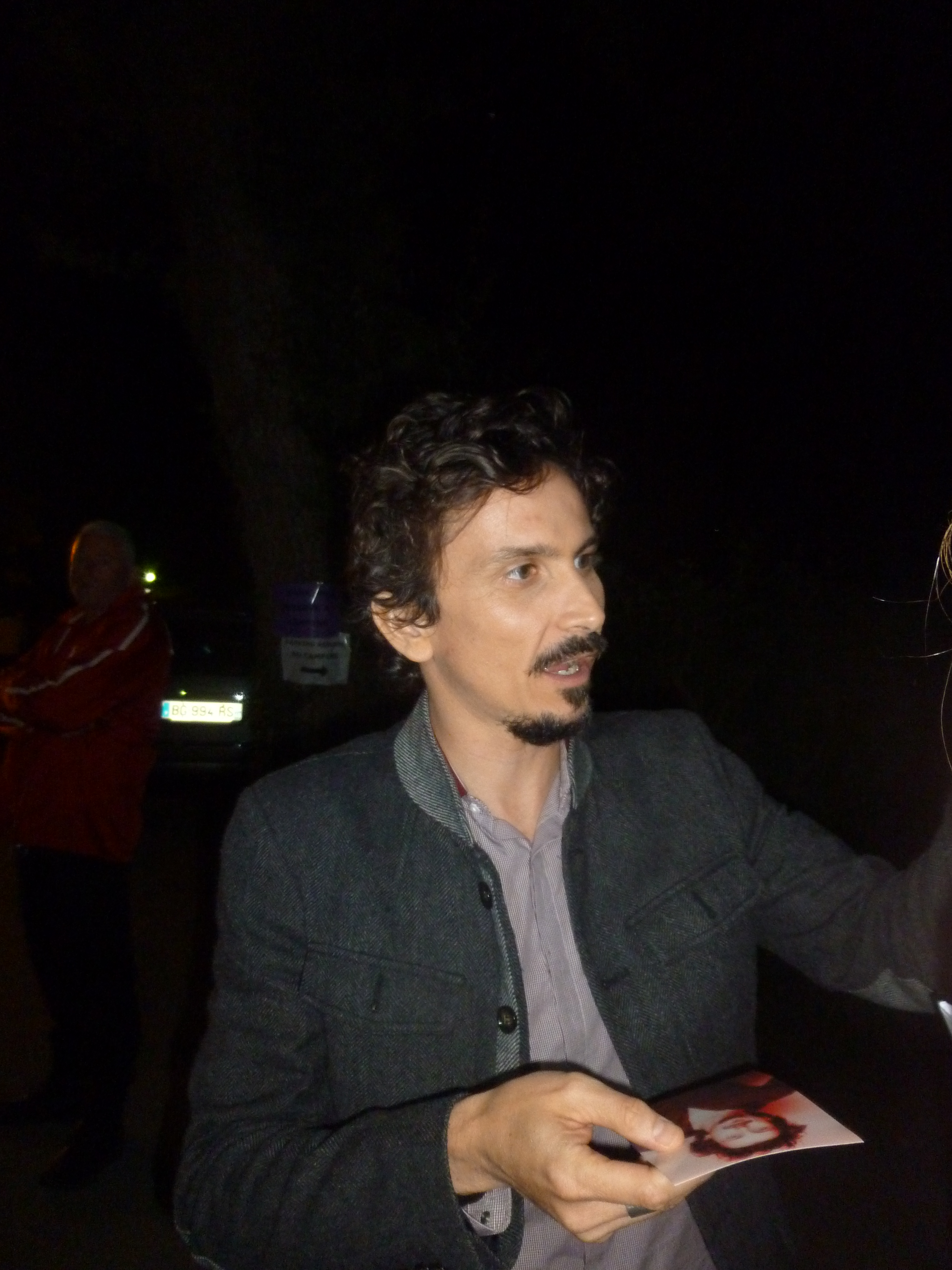
Arnaud Tsamere au Festival de Poupet en 2012.

Depuis le 29 mars 2013, il écrit occasionnellement des chroniques sportives dans le journal Le Monde. Son premier article traite de manière humoristique du retour de Tiger Woods, et dans le second, il défend ardemment le cyclisme. Il devient également chroniqueur occasionnel de l'émission sportive L'Équipe d'Estelle de la chaîne L'Équipe dès son lancement, en août 2017.
Du 1er au 4 mai 2013, il est le maître de cérémonie du Dinard Comedy Festival, festival d'humour auquel il avait déjà participé pendant plusieurs années en tant qu'humoriste. En octobre 2013, il est à l'affiche du film Fonzy aux côtés de José Garcia.
Le 10 février 2014, il participe à la deuxième nuit de la déprime organisée par Raphaël Mezrahi. Il est présent en direct des coulisses de l'Olympia. Le 9 mars 2014, il donne, avec Baptiste Lecaplain, le coup d'envoi fictif du match Bordeaux-Lyon (comptant pour la 28e journée de Ligue 1) au Stade Chaban-Delmas.
En 2014, il anime Bel RTL Comédie sur Bel RTL.[réf. nécessaire]
La même année, il est choisi pour animer Canapé Quiz sur TMC,. En 2015, il reprend le jeu Une famille en or, également sur TMC.
En 2015, il est présent dans Le Club de Bérengère Bonte sur Europe 1.
Depuis 2015, il interprète régulièrement des sketchs en duo avec Ben dans l'émission Vivement dimanche prochain, présentée par Michel Drucker sur France 2.
En 2016, il est chroniqueur dans Les Pieds dans le plat sur Europe 1.[réf. souhaitée]
Entre septembre 2016 et juin 2017, il anime également la matinale de RTL2 entre 6 h et 9 h avec Grégory Ascher et Justine Salmon.
Depuis janvier 2018, il est sociétaire de l'émission Les Grosses Têtes animée par Laurent Ruquier sur RTL.

### Participation àOn n'demande qu'à en rireet auONDAR Show

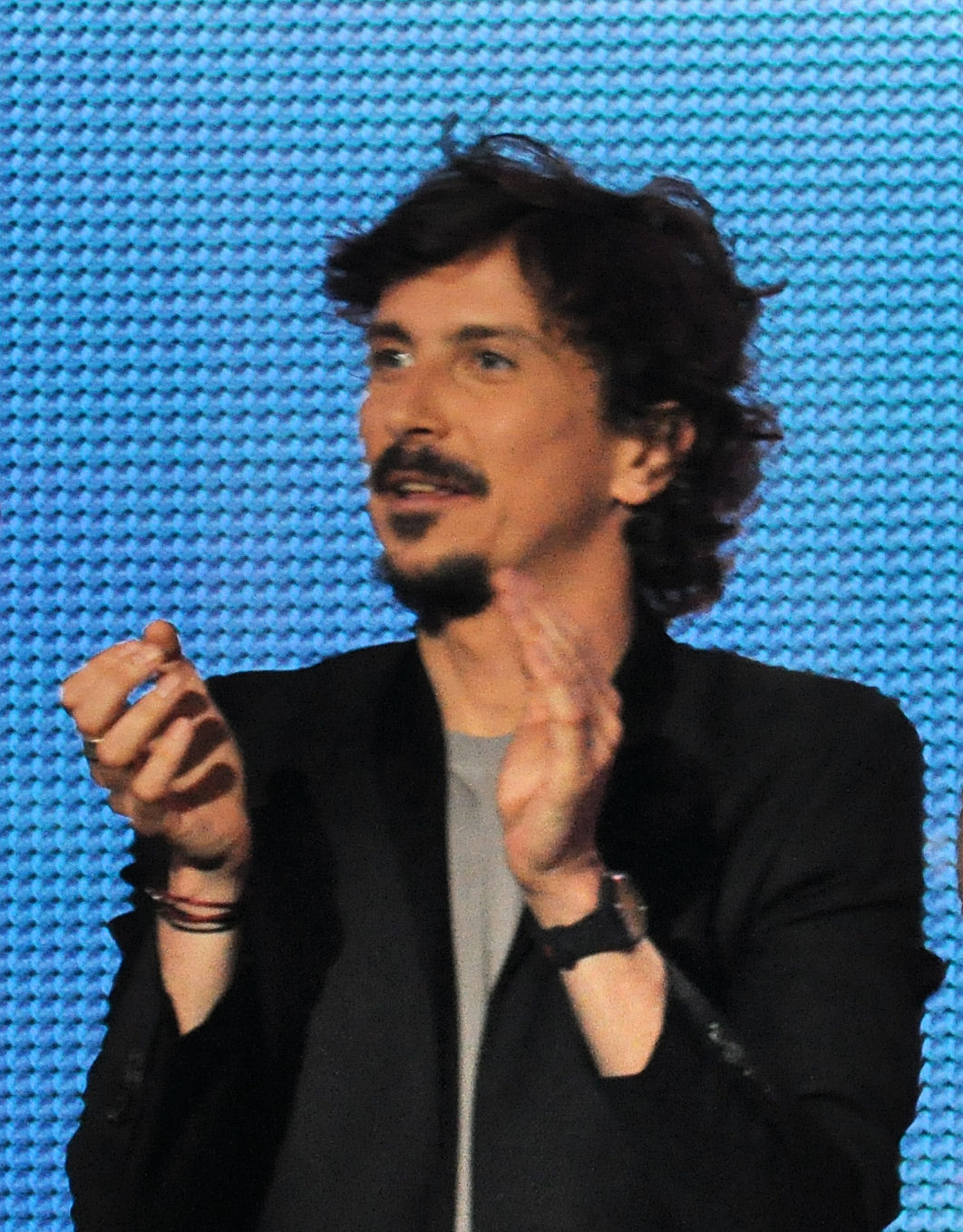
Arnaud Tsamere au Casino de Paris en 2013.

Arnaud Tsamere fait son premier passage dans l'émission le 15 novembre 2010. Il se fait remarquer assez rapidement pour son humour absurde et pour ce que le juré Jean-Luc Moreau qualifiera de slow burn (brûler lentement), à savoir traiter d'un sujet, puis de parler d'un autre et pendant qu'il parle de l'autre sujet, l'interrompre et revenir au sujet initial avec insistance. Il parvient rapidement à s'imposer comme l'un des principaux humoristes de l'émission avec 74 sketchs écrits et interprétés lors des deux premières saisons, et un score moyen de 85/100 par sketch.
Le 19 avril 2011, il bat le record de l'émission avec un score de 99/100 grâce à son 22e sketch sur le thème « L'avocat de la salade, la frite et la saucisse » (le record était alors détenu par Garnier et Sentou, qui avaient obtenu 97/100 grâce à leur sketch Une soirée SM qui tourne mal).
Le 9 mai 2011, à la suite d'un défi lancé par Laurent Ruquier, Arnaud Tsamere doit réaliser un sketch avec Catherine Barma, productrice de l'émission et membre du jury, sur le thème « Échanger son or contre de l'argent liquide ». Avec la participation surprise de Florence Foresti, il obtient 19/20 de la part des téléspectateurs pour ce sketch.
Le 1er juillet 2011, il réalise un sketch entièrement improvisé sur un sujet qu'il n'a découvert que quelques secondes avant, « Le voleur de valises se cachait dans une valise ». Il renouvelle l'expérience en duo avec Florent Peyre le 2 mars 2012.
Le 3 septembre 2011, il est élu meilleur humoriste de la première saison par les téléspectateurs à la suite de la finale de l'émission « spéciale vacances »,.
Pour son sketch au sujet improbable « Avril, ne te découvre pas d'un fil », il arrive en tête de la deuxième émission spéciale diffusée en prime en direct le 13 avril 2012. Le jury lui donne une note de 96/100 et les téléspectateurs 94, pour un total de 190/200. Il gagne ainsi une place pour le gala On n'demande qu'à en rire au Casino de Paris.
À titre anecdotique, ces deux premières saisons sont marquées par une fausse rivalité entre lui et Jérémy Ferrari, ce dernier parvenant par ailleurs à battre le record d'Arnaud Tsamere en obtenant un 100/100 lors de la deuxième saison, à l'issue de laquelle il prend également sa place de meilleur humoriste de la saison.
En mai 2012, Arnaud Tsamere déclare au site de Saint-Quentin-en-Yvelines qu'il ne souhaite pas rempiler pour une 3e saison de l'émission. Quelques semaines plus tard, il déclare dans l'émission C à vous qu'il y fera tout de même quelques apparitions. Finalement, comme de nombreux humoristes, il quitte l'émission à la fin de la saison pour participer au ONDAR Show à partir d'octobre 2012, émission qui regroupe les principaux humoristes d'On n'demande qu'à en rire. Il y anime notamment la rubrique « Info Vraies » aux côtés de Florent Peyre. Cette émission est suspendue le 26 janvier 2013, la chaîne estimant que ses audiences ne sont pas assez élevées.
Il revient ensuite dans On n'demande qu'à en rire en tant que pensionnaire historique pour 11 sketchs lors de la troisième saison et 9 sketchs lors de la quatrième saison, dont plusieurs en duo avec son ami Ben (qu'il a poussé à venir dans l'émission).
Le 28 mars 2013, il participe à une émission spéciale où (avec Jérémy Ferrari, Florent Peyre et Nicole Ferroni) il note les sketchs des jurés habituels, Jean-Luc Moreau, Jean Benguigui, Laurent Ruquier et Jean-Marie Bigard.
| 1             | Mais qui était au volant ? | 15 novembre 2010 | 68                      |
| 2             | Les Anglais volent moins de Vélib' que les Parisiens | 17 novembre 2010 | 84                      |
| 3             | Rattraper un bébé tombé du septième étage | 26 novembre 2010 | 83                      |
| 4             | Comment reconnaître un taxi libre ? | 30 novembre 2010 | 80                      |
| 5             | Les fumeurs moins bruyants grâce aux mimes | 7 décembre 2010  | 91                      |
| 6             | La tradition des galettes des rois | 12 janvier 2011  | 82                      |
| 7             | Le retour du bon vieux Polaroïd | 21 janvier 2011  | 73                      |
| 8             | Le sanglier : un animal de compagnie ? | 3 février 2011   | 59 (Repêchage)          |
| 9             | Édouard Baer choisi pour jouer Astérix | 7 février 2011   | 16/20 (Téléspectateurs) |
| 10            | 2 nageurs intègrent la troupe des Enfoirés (participation de Garnier et Sentou)                                                                                              | 17 février 2011  | 84                      |
| 11            | Comment choisir un sujet dans la liste proposée ? (en duo avec Jérémy Ferrari et participation de Éric le pompier)                                                           | 22 février 2011  | 85                      |
| 12            | Mon chien est surdoué | 24 février 2011  | 92                      |
| 13            | Les mots pour faire sourire sur une photo (en duo avec Aurélia Decker) | 1er mars 2011    | 89                      |
| 14            | Les prénoms à orthographe multiple | 10 mars 2011     | 78                      |
| 15            | Économiser de l'essence devenue trop chère | 16 mars 2011     | 79                      |
| 16            | Les commerçants refusent les billets de 500 € (en duo avec Jérémy Ferrari et participation de Éric le pompier)                                                               | 17 mars 2011     | 68                      |
| 17            | Les assurances auto plus chères pour les femmes (en duo avec Nicole Ferroni)                                                                                                 | 21 mars 2011     | 18/20 (Téléspectateurs) |
| 18            | Une association de défense de l'œuf mayo | 24 mars 2011     | 96                      |
| 19            | Vous êtes le champion de la mémoire | 31 mars 2011     | 83                      |
| 20            | Sketch surprise de groupe : La nouvelle comédie musicale Adam et Ève (avec Garnier et Sentou, Jérémy Ferrari, Les Lascars gays, Constance, Lamine Lezghad, Florent Peyre)    | 5 avril 2011     | 81                      |
| 21            | Une maison à l'envers en Allemagne | 8 avril 2011     | 96                      |
| Hors-passage  | Concerts sauvages sur les pistes (en duo avec Garnier et Sentou) | 12 avril 2011    | 93                      |
| 22            | L'avocat de la salade, la frite et la saucisse | 19 avril 2011    | 99                      |
| sketch inédit | Pâques (en duo avec Jérémy Ferrari) | 25 avril 2011    |                         |
| 23            | Un pompiste explique le prix de l'essence (participation de Olivier de Benoist)                                                                                              | 29 avril 2011    | 97                      |
| 24            | Évasion d'une prison par un tunnel de 300 m (participation de Laurent Ruquier)                                                                                               | 4 mai 2011       | 80                      |
| 25            | Sortie du nouvel album des Schtroumpfs (en trio avec Lamine Lezghad et Constance)                                                                                            | 6 mai 2011       | 81                      |
| 26            | Changer son or en argent liquide (participation de Catherine Barma et de Florence Foresti)                                                                                   | 9 mai 2011       | 19/20 (Téléspectateurs) |
| 27            | Un arbitre de tennis s'ennuie sur sa chaise (participation de Lamine Lezghad et de Florent Peyre)                                                                            | 20 mai 2011      | 77                      |
| 28            | Avouer à sa femme qu'on a un enfant caché | 2 juin 2011      | 77                      |
| 29            | Vous êtes polyamoureux (en duo avec Jérémy Ferrari) | 14 juin 2011     | 91                      |
| 30            | Un boucher contre le terme « Boucher des Balkans » (avec la participation de Guillaume Sentou en voix off)                                                                   | 21 juin 2011     | 77                      |
| 31            | Napoléon voulait apprendre l'anglais | 23 juin 2011     | 77                      |
| 32            | Attention aux vols à l'arraché (en duo avec Florent Peyre) | 27 juin 2011     | 75                      |
| 33            | Sketch improvisé : Le voleur de valises se cachait dans une valise | 1er juillet 2011 | 95                      |
| Spécial été 1 | On cherche le tube de l'été (en duo avec Monsieur Fraize) | 9 juillet 2011   | 73                      |
| Spécial été 2 | Partout où je vais, il pleut (en duo avec Sacha Judaszko et participation de Éric le pompier)                                                                                | 23 juillet 2011  | 89                      |
| Spécial été 3 | Pourquoi ma valise est toujours la dernière sur le tapis à l'aéroport ? (participation vocale de Nicole Ferroni, Lamine Lezghad, Babass, Florent Peyre et Garnier et Sentou) | 13 août 2011     | 97                      |
| Spécial été 4 | Fâcherie avec les amis en pleine vacances (participation de André Manoukian)                                                                                                 | 27 août 2011     | 90                      |
| Spécial été 5 | Vous racontez vos vacances à vos collègues de travail (participation de Jeremy Ferrari)                                                                                      | 3 septembre 2011 | 18/20 (Téléspectateurs) |

| 34      | Captain America, mon super héros préféré | 8 septembre 2011  | 95                                         |
| 35      | La foudre tombe toujours sur moi (participation de Garnier et Sentou)                                                                                                | 17 septembre 2011 | 78                                         |
| 36      | L'espace est devenu une poubelle (participation de Nicole Ferroni, Sandra Colombo et Garnier et Sentou)                                                              | 19 septembre 2011 | 17/20 (Téléspectateurs)                    |
| 37      | Le 114, 1er numéro pour les sourds (participation de Patrick, qui traduit le sketch en langue des signes)                                                            | 1er octobre 2011  | 83                                         |
| 38      | Einstein s'est trompé sur la vitesse de la lumière | 8 octobre 2011    | 91                                         |
| 39      | Succès de la tablette, fin de l'ordinateur ? | 11 octobre 2011   | 84                                         |
| 40      | J'ai un avertisseur de radars dans ma voiture (participation de Guillaume Sentou en voix off).                                                                       | 24 octobre 2011   | 18/20 (Téléspectateurs)                    |
| 41      | Sketch collectif : Les CV en vidéo contre les discriminations (avec Nicole Ferroni, Babass, Jérémy Ferrari et participation de Constance)                            | 31 octobre 2011   | 71                                         |
| 42      | Reconstitution de la mort de Van Gogh | 10 novembre 2011  | 86                                         |
| 43      | À Los Angeles les chiens ne doivent plus aboyer (participation d'Arnaud Cosson, Artus et Jacky, le chien)                                                            | 16 novembre 2011  | 88                                         |
| 44      | Les cirques Grüss et Pinder sont à Paris (participation de Florent Peyre)                                                                                            | 2 décembre 2011   | 88                                         |
| 45      | 20 nouvelles histoires d'Arsène Lupin | 13 décembre 2011  | 88                                         |
| 46      | Il ne faut pas se moquer de l'accent d'Eva Joly | 7 janvier 2012    | 82                                         |
| 47      | La couette à bras (participation de Garnier et Sentou) | 16 janvier 2012   | 18/20 (Téléspectateurs)                    |
| 48      | L'allocution des vœux du Président de la République (participation de François Rollin)                                                                               | 26 janvier 2012   | 76                                         |
| 49      | Un pompier veut garder sa barbe et sa queue de cheval | 3 février 2012    | 84                                         |
| 50      | Elle attaque la SNCF pour ses retards au travail (participation de Virginie Lemoine)                                                                                 | 10 février 2012   | 78                                         |
| 51      | Je suis le roi du Rubik's Cube | 17 février 2012   | 82                                         |
| 52      | Les gauchers sont aussi adroits (participation de Éric Métayer, Catherine Barma, Jean Benguigui et Laurent Ruquier)                                                  | 20 février 2012   | 18/20 (Téléspectateurs)                    |
| 53      | Un nageur de natation synchronisée en colère (en duo avec Guillaume Sentou et participation de Nicole Ferroni et Sandra Colombo)                                     | 22 février 2012   | 92                                         |
| 54      | Sketch improvisé : "Moniteur de ski à 60 ans" (en duo avec Florent Peyre)                                                                                            | 2 mars 2012       | 93                                         |
| 55      | L'homme le plus petit du monde | 6 mars 2012       | 83                                         |
| 56      | Se tromper en annonçant la mort d'un comédien (participation de Jérémy Ferrari)                                                                                      | 20 mars 2012      | 80                                         |
| 57      | Un animateur met son cambrioleur en fuite (en duo avec Jérémy Ferrari)                                                                                               | 24 mars 2012      | 85                                         |
| 58      | Les plans de la nouvelle prison de la Santé (participation de Pascal Rocher)                                                                                         | 28 mars 2012      | 88                                         |
| 59      | Collectif : Un télé-crochet pour les chanteurs à toc (avec Jérémy Ferrari, Arnaud Cosson, Florent Peyre, Nicole Ferroni, Garnier et Sentou, Lamine Lezghad et Artus) | 7 avril 2012      | 100                                        |
| 60      | Manif de motards dans la capitale (participation de Sandra Colombo et Arnaud Cosson)                                                                                 | 11 avril 2012     | 84                                         |
| Prime 2 | avril, ne te découvre pas d'un fil | 13 avril 2012     | 190/200 (Jury : 96 - Téléspectateurs : 94) |
| 61      | J'apprends que je suis décoré de la Légion d'honneur | 19 avril 2012     | 98                                         |
| 62      | A la chasse à l’éléphant avec le roi d’Espagne | 26 avril 2012     | 87                                         |
| 63      | PV à payer sur place pour tapage nocturne (en duo avec Jérémy Ferrari)                                                                                               | 4 mai 2012        | 90                                         |
| 64      | Je vends du papier-peint anti-wifi (participation de Garnier et Sentou et intervention de Jérémy Ferrari)                                                            | 16 mai 2012       | 94                                         |
| 65      | J'ai participé à la fête des voisins (participation d'Artus) | 25 juin 2012      | 88                                         |
| Prime 3 | Commentateur sur le tour de France (participation d'Arnaud Cosson)                                                                                                   | 29 juin 2012      | 172/200 (Jury : 83 - Téléspectateurs : 89) |

| 66 | Conseils pour éviter de tomber à la maison (participation de Éric Métayer)                                 | 24 septembre 2012 | 18/20 (Téléspectateurs) |
| 67 | Qui va penser à éteindre le bureau avant de partir ? (participation d'Ahmed Sylla)                         | 5 mars 2013       | 94                      |
| 68 | Qu'écrire dans le livre d'or ? (participation de Nicole Ferroni et Artus)                                  | 3 mai 2013        | 94                      |
| 69 | Deux policiers dans une voiture équipée d'un radar (en duo avec Ben)                                       | 7 mai 2013        | 97                      |
| 70 | La fourrière emmène ma voiture avec mon bébé                                                               | 17 mai 2013       | 99                      |
| 71 | Un Casting pour être Miss sur le Tour de France (en duo avec Ben)                                          | 23 mai 2013       | 99                      |
| 72 | Panne dans un ascenseur (participation de Ben et voix off Antonia)                                         | 10 juin 2013      | 90                      |
| 73 | Vendre un tableau de peintre inconnu (en duo avec Ben)                                                     | 13 juin 2013      | 94                      |
| 74 | Association de défense des lapins (en duo avec Ben)                                                        | 21 juin 2013      | 97                      |
| 75 | Pourquoi les Chinois dominent-ils le tennis de table (participation de Jérémy Michalak et Catherine Barma) | 25 juin 2013      | 96                      |
| 76 | C'est nous les Daft Punk (en duo avec Ben)                                                                 | 26 juin 2013      | 90                      |

| 77         | Un bol à 26 millions d'euros (en duo avec Ben) | 21 avril 2014 | 85       |
| Non noté 1 | La France a la fièvre du tango (participation d'Arnaud Cosson, 3 spectateurs du Moulin Rouge, Florent Peyre, Bruno Guillon, Stéphanie Bataille, Laurent Thibault, Marie-Pascale Osterrieth et Grégoire Furrer) | 24 avril 2014 | non noté |
| Non noté 2 | Une expo sur les mousquetaires au Musée de l'Armée (en quatuor avec Arnaud Cosson, Artus et Ben) | 25 avril 2014 | non noté |
| Non noté 3 | Le concours du plus bel arbre (en duo avec Ben et participation de Florent Peyre en voix-off et Garnier et Sentou)                                                                                             | 28 avril 2014 | non noté |
| Non noté 4 | Le retour de Jack Bauer | 22 mai 2014   | non noté |
| Non noté 5 | Un SMS qui envoie des odeurs | 11 juin 2014  | non noté |
| 78         | Les chats vont-ils dominer le monde ? (en duo avec Ben) | 13 juin 2014  | 75       |
| Non noté 6 | La pizza livrée par drone (participation de Bruno Guillon) | 24 juin 2014  | non noté |
| Non noté 7 | Les Français ont égaré 92 millions d'Euros en 2013 (en duo avec Arnaud Cosson) | 25 juin 2014  | non noté |

### Vie privée
Après un premier mariage, il épouse la pilote automobile et animatrice Margot Laffite en 2015, fille du pilote Jacques Laffite. Ces deux passionnés de Formule 1 sont les parents d'un garçon, Albert, né le 4 février 2015. En novembre 2017, le couple divorce.

### Sport automobile
Grand amateur de sport automobile, il participe plusieurs fois au Trophée Andros (courses auto sur glace 100% électrique) dans la catégorie invités.
En 2022, il termine troisième au général des 25 Heures VW Fun Cup.

## Carrière artistique

### Théâtre
- 2003-2005 : adaptation de Cyrano de Bergerac d'Edmond Rostand avec la Compagnie de la Pastière au Château de Gizeux[26]
- 2005 : La Folle de Chaillot de François Guillon
- 2008-2010 : Monique est demandée caisse 12[27] de Raphaël Mezrahi
- 2008-2009 : Le Comique[28] de Pierre Palmade
- 2012 : Métamère en impro avec Éric Métayer
- 2023 : Mon voisin nu de et mise en scène Patrice Leconte, Radiant-Bellevue de Lyon et tournée
- 2024 : Cyrano de Bergerac d'Edmond Rostand, mise en scène Alain Sachs, Théâtre Montparnasse

### Spectacles
- 2002-2004 : Réflexions profondes sur pas mal de trucs[29] coécrit avec Arnaud Joyet
- 2005-2013 : Chose Promise coécrit avec Arnaud Joyet et François Rollin
- 2014-2017 : Confidences sur pas mal de trucs plus ou moins confidentiels, coécrit avec Arnaud Joyet et François Rollin
- 2018-2019 : Ensemble (sur scène) coécrit et en duo avec Ben[30]
- 2020-2024 : Deux mariages et un enterrement co-écrit avec et « sous la contrainte » de Jérémy Ferrari
- 2025 : La Tournée du Trio, avec Baptiste Lecaplain et Jérémy Ferrari
- A partir de 2026 : Arnaud Tsamere

### Cinéma

#### Films
- 2011 : Au bistro du coin de Charles Némès : rôle Séverin
- 2011 : La Croisière de Pascale Pouzadoux : rôle d'un collègue d'Alix[31]
- 2013 : Fonzy d'Isabelle Doval : rôle de Maître Chasseigne

#### Séries télévisées
- 2007 : Enquête d'humour : rôle de l'Inspecteur Tobby
- 2008 : Off Prime : rôle d'un ingénieur du son
- 2008-2017 : Hero Corp de Simon Astier : rôle de Captain Sports-Extrêmes
- 2010 : Caméra Café 2 : rôle de Xavier Piaget, fils du directeur de chez Digix, designer de housses
- 2011 : United colors of Jean-Luc de Jérôme L'Hotsky : rôle de Fabrice
- 2012 : Palmashow : « Lost in Montreux »
- 2012 : Very Bad Blagues du Palmashow épisode 74, saison 2 « Quand on est Mousquetaires » : rôle de D'Artagnan
- 2012 : Le Psymmo de Raphaël Mezrahi et Arnaud Tsamère
- 2012 : Le Golden Show, épisode 5
- 2012 : Me and my doubles, épisode 6
- 2013 : Palmashow l'émission du Palmashow, épisode « Quand on fait un braquage »
- 2013 : What Ze Teuf, épisode 13 sur D8
- 2013 : Nos chers voisins fêtent les vacances : rôle de Père Guy, un curé non conventionnel auprès de Pierre-Antoine
- 2013 : Enfin te voilà!, 1 épisode
- 2015 : La folle soirée du Palmashow 2, épisode « Cigarette électronique »
- 2022 : Visitors (série) de Simon Astier : Bret

#### Courts métrages
- 2011 : Le Métro de Dianela Schaefer : rôle du SDF
- 2011 : Deal de Wilfried Méance : rôle du juge
- 2013 : Being Homer Simpson d'Arnaud Demanche : rôle de Vincent
- 2015 : Foudroyés de Bibo Bergeron : Natan

### DVD
- 2013 : Chose Promise, spectacle enregistré au Théâtre Sébastopol de Lille en 2012
- 2017 : Confidences sur pas mal de trucs plus ou moins confidentiels, spectacle enregistré au Théâtre Sébastopol de Lille en 2016
- 2023 : Deux mariages et un enterrement enregistré au Cirque Royal de Bruxelles en 2023

On peut trouver certains de ses sketchs réalisés pour On n'demande qu'à en rire dans les DVD best-of de l'émission sortis en 2011 et 2012.

## Carrière médiatique

### Presse
Liste des articles sportifs publiés dans Le Monde :

### Radio
- 2011-2013 : chroniqueur dans On va s'gêner sur Europe 1 (30 émissions au total)
- 2014 : animateur de Bel RTL Comédie sur Bel RTL
- 2015 : participant à l'émission Le Club de Bérengère Bonte sur Europe 1 Sport
- 2016 : chroniqueur dans Les Pieds dans le plat sur Europe 1
- 2016-2017 : animateur du Double Expresso, matinale de RTL2 avec Grégory Ascher et Justine Salmon
- Depuis 2018 : sociétaire de l'émission Les Grosses Têtes, animée sur RTL par Laurent Ruquier

### Télévision
- 2005 : apparition dans trois sketchs du SAV des émissions sur Canal+ (dont un où il se fait passer pour Omar Sy).
- 2005 - 2006 : animation de la météo dans Le Grand Journal sur Canal+.
- 2006 : La longue nuit du pénis sur Canal+.
- 2007 : Made In Palmade sur France 3, présenté par Pierre Palmade.
- 2008 : Pliés en 4 sur France 4, présenté par Cyril Hanouna.
- 2010-2014 : participation régulière à On n'demande qu'a en rire sur France 2.
- 2011 : participation à On a tout révisé sur France 2.
- 2011 : chroniqueur dans On n'est pas couché sur France 2 (deux émissions en duo avec Jérémy Ferrari, en remplacement de Jonathan Lambert)[55].
- 2011 : Dance Street sur France Ô.
- 2012-2013 : participation récurrente à ONDAR Show sur France 2.
- 2013 : chroniqueur dans Jusqu'ici tout va bien ! présentée par Sophia Aram sur France 2.
- 2013 : Lunch Time, présenté par Darren Tulett sur beIN Sports.
- depuis 2013 : participation régulière à Vendredi tout est permis sur TF1.
- 2014 : animation de Canapé Quiz sur TMC.
- 2014 : chroniqueur dans L'Équipe du soir sur L'Équipe 21.
- 2015 : animateur d'Une famille en or sur TMC.
- 2015 : Top Gear France sur RMC Découverte.
- 2015 : chroniqueur dans Vivement dimanche prochain sur France 2.
- 2017 : intervenant humoriste dans Vous pouvez répéter la question ? sur France 4.
- Depuis 2017 : Les Duos impossibles de Jérémy Ferrari au sein du Festival Smile and Songs
- 2017 : chroniqueur occasionnel dans l'Équipe d'Estelle sur La chaine L'Équipe
- 2023-2024 : chroniqueur occasionnel dans Camille & images en Hebdo sur TF1
- 2024 : invité spécial dans Top Gear France saison 9, épisode 4 sur RMC Découverte

## Distinctions
- 2005 : Prix de public - Festival du Puy-Saint-Vincent
- 2007 : Premier prix du jury - Festival de Capbreton
- 2007 : Premier prix du jury - Festival de Mâcon
- 2007 : Deuxième prix du jury - Festival de Rocquencourt
- 2010 : Gagnant de la Route du Rire 2010
- 2010 : Gagnant de la 1re étoile - match d'impro Hero Corp/LILY
- 2010 : Gagnant de la 1re étoile - match d'impro Hero Corp/LMI
- 2011 : Meilleur humoriste de la première saison d'On n'demande qu'à en rire
- 2011 : Gagnant de la 1re étoile - match d'impro ONDAR/LIFI
- 2013 : Prix Nouveau Talent Humour/One-man show de la SACD
- 2014 : Révélation de l'année aux TV Notes avec 21,2 % des voix.
- 2018 : Élection à l'Académie Alphonse-Allais.